# Артамощенко Вадим Станіславович
Вади́м Станісла́вович Артамо́щенко — полковник ЗСУ, артилерист за фахом. Заслужений працівник освіти України (2019). Кандидат військових наук. Член Акредитаційної комісії України (з 2016).

## Стислі відомості
У 2003 році захистив кандидатську дисертацію з військових наук.
У 2007 році присвоєно вчене звання «доцент кафедри ракетних військ і артилерії».
У 2016 нагороджений відзнакою Президента України «За участь в Антитерористичній операції».
У 2019 році Указом Президента України за «особисті заслуги у зміцненні обороноздатності Української держави, мужність і самовіддані дії, виявлені у захисті державного суверенітету та територіальної цілісності України, зразкове виконання військового обов'язку» відзначений почесним званням «Заслужений працівник освіти України».
У 2017—2020 роках — заступник директора Департаменту військової освіти, науки, соціальної та гуманітарної політики Міністерства оборони України. За сумісництвом — професор кафедри Сухопутних військ Національного університету оборони України імені Івана Черняховського.
З 2020 — докторант (Національний університет оборони України).
Автор (співавтор) навчальних підручників, наукових статей.

### Сім'я
З дружиною та двома доньками проживає в Києві.

## Вибрані праці

### Підручники
- Управління ракетними ударами та вогнем артилерії // Підручник. // Телелим В. М., Грицай М. П., та ін., всього 6 співавторів. — К.: НУОУ, 2011.
- Основи теорії стрільби артилерії і пусків ракет // Підручник. 2015. РепілоЮ. Є., Тарасов В. М. та ін., всього 10 співавторів. — К.: НУОУ, 2015.
- Повсякденна діяльність військових частин. Частина III. Військово-адміністративна діяльність: підручник [Архівовано 12 квітня 2020 у Wayback Machine.] / авт. колектив: В. С. Артамощенко, А. В. Голованов, та ін., всього 11 співавторів. — К.: НУОУ, 2016.

### Статті
- Управління змінами щодо розвитку системи військової освіти на засадах програмно-проектного менеджменту / В. С. Артамощенко, О. Ю. Фаворська. // Наука і оборона: науково-теоретичний та науково-практичний журнал. — Київ, 1994 — С. 40—44.
- Удосконалення методики оцінювання ефективності ураження системи бойового управління противника / О. В. Майстренко, С. М. Соколовський, В. С. Артамощенко // Труди НУОУ. — № 6 (112). — К.: НУОУ, 2012. — С. 43–46
- Підхід до визначення доцільного функціонально-організаційного об'єднання окремих функціональних елементів підсистем вогневого ураження противника [Архівовано 12 квітня 2020 у Wayback Machine.] / О. В. Майстренко, В. С. Артамощенко, Р. В. Бубенщиков, С. І. Стегура, Л. С. Давидовський // Озброєння та військова техніка. — 2019. — № 1. — С. 41—46.
- Як навчати «богів війни»? / В. Артамощенко, Г. Чугуй, І. Трофімов // Народна армія. — 2008. — 16 трав. — С. 4.

### Тези доповідей
- Змішане навчання (BlendedLearning), пріоритетна форма дистанційного навчання [Архівовано 12 квітня 2020 у Wayback Machine.] / Артамощенко В. С., Судніков Є. О., Новікова І. В. // Збірник матеріалів I міжнародної науково-практичної конференції «Проблеми впровадження дистанційного навчання в освітньому процесі вищих військових навчальних закладів та можливі шляхи їх вирішення». — К., 2017. — С. 27.
- Перспективи військової освіти в Україні [Архівовано 12 квітня 2020 у Wayback Machine.] / В. С. Артамощенко // Тези доповідей XIV Міжнародної науково-практичної конференції «Військова освіта і наука: сьогодення та майбутнє» — К.: ВІКНУ, 2018 — С. 104.